# Diadelia vittipennis
Diadelia vittipennis är en skalbaggsart som beskrevs av Stefan von Breuning 1957. Diadelia vittipennis ingår i släktet Diadelia och familjen långhorningar.
Artens utbredningsområde är Madagaskar. Inga underarter finns listade i Catalogue of Life.